# (25337) 1999 PK
1999 بي كي (ويعرف أيضًا باسم (25337) 1999 بي كي وفق تسمية الكوكب الصغير) (بالإنجليزية: 1999 PK)‏ هو كويكب ضمن حزام الكويكبات؛ وترتيبه 25337 من حيث الاكتشاف.
اكتُشف هذا الجُرم الفلكي بواسطة Gianluca Masi ‏ في 6 أغسطس 1999.

## وصلات خارجية
- (25337) 1999 PK في قاعدة بيانات مختبر الدفع النفاث لأجرام النظام الشمسي الصغيرة

- الاكتشاف · مخطط المدار ·  العناصر المدارية · المعلمات المادية

- (25337) 1999 PK على موقع ويكي سكاي: DSS2, SDSS, GALEX, IRAS, Hydrogen α, X-Ray, Astrophoto, Sky Map, Articles and images